# Taintaturus projectus
Taintaturus projectus är en kvalsterart som beskrevs av Cook 1983. Taintaturus projectus ingår i släktet Taintaturus och familjen Aturidae. Inga underarter finns listade i Catalogue of Life.